# Bersama abyssinica
Bersama abyssinica es una especie de árbol perenne de tamaño mediano de la familia Francoaceae. Las hojas están divididas pinnadamente con un raquis fuertemente alado (de ahí el nombre común en inglés, winged bersama). La inflorescencia es una espiga.
Esta especie se distribuye por toda África subsahariana e incluye dos subespecies:
- B. abyssinica Fresen. subsp. abyssinica Fresen.
- B. abyssinica Fresen. subsp. rosea (Hoyle) Mikkelsen

La subespecie rosea es endémica de Tanzania, donde se considera vulnerable.
Bersama abyssinica produce una madera dura y pesada que se utiliza en la construcción de casas en África Occidental. Además de su valor económico, este árbol tiene importantes usos en la medicina tradicional africana. Las decocciones de su corteza, hojas y raíces se utilizan para tratar problemas estomacales como cólicos, diarrea, disentería y parásitos intestinales. Los extractos de la corteza también han demostrado poseer propiedades antioxidantes significativas, lo que sugiere su potencial como fuente de antioxidantes naturales.
El árbol prefiere suelos bien drenados y puede crecer tanto en áreas soleadas como en sombra parcial. Es importante evitar el riego excesivo para prevenir la pudrición de las raíces. Durante los meses más calurosos, puede requerir riegos más frecuentes, mientras que en invierno, el riego puede reducirse considerablemente.
En términos de conservación, aunque la especie no está críticamente amenazada en general, la subespecie B. abyssinica subsp. rosea está catalogada como vulnerable debido a la destrucción del hábitat y otros factores ambientales.